# 鳳至谷村
鳳至谷村（ふげしだにむら）は、石川県鳳至郡に存在した村である。

## 地理

### 隣接していた市町村
- 村
  - 大屋村・西保村・浦上村・本郷村・三井村・河原田村

## 歴史

### 沿革
- 1889年（明治22年）4月1日 町村制の施行により、鳳至郡下黒川村、二俣村、別所谷村、縄又村、上黒川村、滝又村及び空熊村を廃し、その区域をもって鳳至郡鳳至谷村を設置する。
- 1908年（明治41年）4月1日 鳳至郡大屋村及び鳳至谷村を廃し、その区域をもって鳳至郡大屋村を設置する。鳳至谷村の7大字は大屋村に継承。